# ロドスピリルム科
ロドスピリルム科（ーか、Rhodospirillaceae）は真正細菌Pseudomonadota門アルファプロテオバクテリア綱ロドスピリルム目の科の一つである。大部分は紅色非硫黄細菌であり、かつては全ての紅色非硫黄細菌がこの科に割り振られていた。
空気中で生存することはできるが、泥中や止水域などの嫌気的水圏環境でもっぱら見出される。
この科には、磁鉄鉱の微小な鎖状結晶を細胞に含むマグネトスピリルム属（Magnetospirillum）が含まれる。この細菌は走磁性を持ち、地底に向いている地場を利用して水中の底へ移動する。火星の隕石で同様の磁鉄鉱の鎖状結晶が発見されており、火星に生命が存在したことを示唆している。

## 下位分類（属）
ロドスピリルム科は以下の属を含む(2024年5月現在)。
- Aerophototrophica

Tang et al. 2021 (IJSEMリストに掲載 2021)
- Algihabitans

Wang et al. 2019 (IJSEMリストに掲載 2019)
- Aliidongia

Chen et al. 2017 (IJSEMリストに掲載 2017)
- Caenispirillum

Yoon et al. 2007 (IJSEMリストに掲載 2007)
- Denitrobaculum

Wang et al. 2020 (IJSEMリストに掲載 2020)
- Dongia

Liu et al. 2010 (IJSEMリストに掲載 2011)
- Ferruginivarius

Wang et al. 2019 (IJSEMリストに掲載 2020)
- Haematospirillum

Humrighouse et al. 2016 (IJSEMリストに掲載 2016)
- Hwanghaeella

Kim et al. 2019 (IJSEMリストに掲載 2020)
- Hypericibacter

Noviana et al. 2020 (IJSEMリストに掲載 2020)
- Indioceanicola

Chen et al. 2018 (IJSEMリストに掲載 2019)、修正　Li et al. 2021 (IJSEMリストに掲載 2020)
- Insolitispirillum

Yoon et al. 2007 (IJSEMリストに掲載 2008)
- マグネトスピリルム属　Magnetospirillum

Schleifer et al. 1992 (IJSEMリストに掲載 1992)、修正　Hördt et al. 2020 (IJSEMリストに掲載 2020)、修正　Koziaeva et al. 2023 (IJSEMリストに掲載 2024)
- Marispirillum

Lai et al. 2009 (IJSEMリストに掲載 2009)
- Novispirillum

Yoon et al. 2007 (IJSEMリストに掲載 2008)
- Oleiliquidispirillum

Li et al. 2020 (IJSEMリストに掲載 2020)
- Oleisolibacter

Ruan et al. 2019 (IJSEMリストに掲載 2019)、修正　Li et al. 2021 (IJSEMリストに掲載 2021)
- Pararhodospirillum

Lakshmi et al. 2014 (IJSEMリストに掲載 2014)
- Phaeovibrio

Lakshmi et al. 2011 (IJSEMリストに掲載 2011)
- ロドスピラ属　Rhodospira

Pfennig et al. 1998 (IJSEMリストに掲載 1998)
- ロドスピリルム属　Rhodospirillum（タイプ属）

Molisch 1907 (IJSEMリストに掲載 1980)、修正 Imhoff et al. 1984、修正 Imhoff et al. 1998 (IJSEMリストに掲載 1998)、修正 Lakshmi et al. 2014 (IJSEMリストに掲載 2014)
- ロセオスピラ属　Roseospira

Imhoff et al. 1998 (IJSEMリストに掲載 1998)、修正　Guyoneaud et al. 2002 (IJSEMリストに掲載 1998)
- Tagaea

Jean et al. 2016 (IJSEMリストに掲載 2016)
- Telmatospirillum

Sizova et al. 2007 (IJSEMリストに掲載 2007)
- Vineibacter

Lin et al. 2021 (IJSEMリストに掲載 1998)